# La Guerre des anges
Pour plus de détails, voir Fiche technique et Distribution.
La Guerre des anges (The Glory Stompers) est un film de motard hors-la-loi américain réalisé par Anthony M. Lanza, et sorti en 1967.

## Synopsis
Après un affrontement entre deux gangs de motards en Californie, les membres des Black Souls, menés par le vicieux et instable Chino (Dennis Hopper), tendent une embuscade à Darryl (Jody McCrea), le chef des Glory Stompers, et le tabassent sévèrement. Pensant avoir tué Darryl, les Black Souls enlèvent sa petite amie (Chris Noel) pour éviter qu'elle ne devienne un témoin à charge. Ils décident de la trafiquer au Mexique et se dirigent vers la frontière sud, ignorant que Darryl s'est rétabli et qu'il est à leur poursuite.

## Fiche technique
- Titre français : La Guerre des anges[1]
- Titre original : The Glory Stompers
- Réalisation : Anthony M. Lanza
- Scénario : James Gordon White (en), John Lawrence
- Photographie : Mario Tosi (it)
- Montage : Len Miller
- Musique : Mike Curb
- Producteur : Maurice Smith, John Lawrence
- Société de production : American International Pictures
- Pays de production :  États-Unis
- Langue : Anglais américain
- Format : couleurs - 2,35:1 - Son mono - 35 mm
- Genre : film de motard hors-la-loi
- Durée : 85 minutes
- Date de sortie :
  - États-Unis : 22 novembre 1967
  - France : 10 février 1971

## Distribution
- Dennis Hopper : Chino
- Jody McCrea (en) : Darryl
- Chris Noel (en) : Chris
- Jock Mahoney : Smiley
- Lindsay Crosby : Monk
- Casey Kasem : Mouth
- Jim Reader : Paul
- Sandra Bettin (sous le nom de « Saundra Gayle ») : Jo Ann
- Robert Tessier : Magoo
- Astrid Warner : Doreen
- Gary Wood : Pony

## Production
Le film a été écrit à l'origine par James Gordon White comme un western, mais il a été réécrit pour être un film de motards. Il a été tourné à Panamint avec un budget de départ de 10 000 dollars. White se souvient : « Ce n'est pas une grande œuvre d'art, mais il a rapporté beaucoup d'argent et m'a permis d'obtenir un contrat d'exclusivité avec AIP. À ma connaissance, je suis le seul à avoir été sous contrat avec American International en tant que scénariste ».